# Municipio de Fraijanes
Municipio de Fraijanes är en kommun i Guatemala.   Den ligger i departementet Guatemala, i den södra delen av landet, 21 km söder om huvudstaden Guatemala City.